# Der Messias
Der Messias, K. 572, és l'arranjament de Wolfgang Amadeus Mozart de l'oratori El Messies de Georg Friedrich Händel; fou realitzada el 1789 i està feta en llengua alemanya. En una iniciativa de Gottfried van Swieten, Mozart va adaptar l'obra de Händel per a ser interpretada a Viena.
El llibret de l'adaptació de Mozart estava, en gran part, basat en una traducció de la Bíblia per Luter. Mozart reorquestrà aproximadament tres cinquenes parts de la composició de Händel proporcionant, principalment, parts addicionals amb una secció ampliada d'instruments de vent, que en aquell temps anomenaven Harmonie. És a dir, que mig segle després de l'estrena a Londres, Mozart fa una adaptació d'una obra en llengua anglesa concebuda per a una orquestra barroca en un local públic, i ell l'adapta a les limitacions d'una interpretació privada i d'acord amb els gustos musicals de Viena.
L'arranjament de Mozart, publicat l'any 1803, va ser fonamental per fer de El Messies l'oratori més conegut de Händel. Tanmateix, l'adaptació ha tingut poc suport per part dels experts de Mozart o Händel.

## Història
Mozart va escoltar per primera vegada El Messies de Händel a Londres el 1764 o el 1765, i després a Mannheim el 1777. La primera execució a Alemanya va ser el 1772 a Hamburg; va ser en anglès. Carl Philipp Emanuel Bach fou el primer en dirigir l'oratori en alemany: el va presentar el 1775 a Hamburg, amb un llibret traduït per Friedrich Gottlieb Klopstock i Christoph Daniel Ebeling. Van tornar a interpretar-se a Hamburg el 1777 i 1778. El 1885, Johann Adam Hiller va fer un arranjament de El Messies interpretat a Berlín en un concert en el que participaren 302 cantants i instrumentistes.
La partitura de El Messies fou publicada per primera vegada a Londres el 1767. El 1789, a instigació de Gottfried van Swieten, qui hi havia fundat la societat d'amants de la música Gesellschaft der Associierten (Societat de Cavallers Associats) per patrocinar aquests tipus de concerts. Mozart va fer l'arranjament de El Messies de Händel per a un concert amb convidats de les cases de la noblesa de Viena. També va arranjar Acis and Galatea el 1788, i l'Oda per al dia de santa Cecília i Alexander's Feast, el 1790. El seu arranjament, Der Messias, fou estrenat el 6 de març de 1789 al palau del Compte Johann Esterházy palau, amb una segona funció planificada. També es va fer un concert a la residència de Johann Wenzel Paar i dos al voltant de Nadal al palau d'hivern del Duc Schwarzenberg.L'arranjament de Mozart estava destinat a aquests concerts particulars i no es pretenia fer-ne cap impressió. Fou publicat després de la seva mort.

### Text
Händel compon la música a partir del llibret que Charles Jennens havia elaborat a partir de la Bíblia (majoritàriament de l'Antic Testament). Jennens va comentar: "el tema supera tots els altres temes. El tema és el Messies ...". Aquest oratori difereix d'altres de Händel en que no conté una narrativa que ho engloba tot; en lloc d'això, s'ofereix un text contemplatiu sobre diferents aspectes del Messies cristià.
El llibret segueix l'any litúrgic. La primera part correspon a l'època d'Advent, Nadal, i la vida de Jesús. La segona part correspon a la quaresma, la Pasqua, l'Ascensió i la Pentecosta. I la tercera part, al final de l'any litúrgic i el finals dels temps. El naixement i la mort de Jesús es narra a partir de les paraules del profeta Isaiah, que és la principal font del llibret. L'única veritable “escena” de l'oratori és l'Anunciació als pastors que s'ha extret de l'Evangeli segons Lluc. Les imatges de pastors i xais són presents en molts moviments..
Mozart va fer servir per al seu arranjament una traducció alemanya que Klopstock i Ebeling havien escrit per a Carl Philipp Emanuel Bach quan va fer la seva versió a Hamburg. El text en alemany és proper a la traducció de la Bíblia de Luter.

### Música
Per la música, Händel va utilitzar els mateixos elements que en les seves òperes i oratoris: corals i solos cantats. Els solos són típicament una combinació de recitatiu i ària. L'orquestra és petita: oboès, corda i baix continu (clavicèmbal, violoncel, violó, i fagot; en moments destacats, dues trompetes i timbales, com en el cor de l'Al·leluia. Escriu habitualment a quatre veus (soprano, contralt, tenor i baix) tant en el solo com en els moviments corals. Utilitza tant la polifonia com l'homofonia, que les combina hàbilment, per il·lustrar el text. Sovint accentua una paraula per afavorir la coloratura, especialment en diversos moviments que són paròdies de música que van compondre anteriorment amb textos en italià. Utilitza un cantus firmus, especialment per repetir notes, per il·lustrar la majestat del déu quan parla.
Mozart va utilitzar l'orquestra simfònica del seu temps, amb un conjunt d'instruments de vent (Harmonie), sovint per aconseguir un color específic a un moviment. Com en la seva Gran missa en do menor, Mozart incorpora dues sopranos solistes, en lloc d'una soprano i una contralt com fa de Händel. També en determinats casos assigna algunes parts corals als solistes; i canvia la tessitura vocal d'alguns recitatius i àries. També escurça la música eliminant uns quants números i retallant alguns moviments: per exemple, utilitzant només la primera secció d'una ària da capo. A petició de van Swieten, va escriure un recitatiu nou.
Mozart va introduir el clarinet, i va utilitzar els instruments de vent per establir un determinat caràcter. En les parts corals, va assignar un instrument de vent per acompanyar colla parte a la soprano, i un cor de tres trombons per reforçar la contralt, el tenor, i el baix. La trompeta esdevé un instrument com els altres, i ja no un símbol d'autoritat secular o divina. Mozart escull la trompa per fer el solo en l'ària "Sie schallt, dau Posaun'" ("La trompeta sonarà"), en la qual Händel havia triat la trompeta. I incorpora el clavicèmbal en lloc de l'orgue perquè en les cases privades no hi havia disponible un orgue.

## Estructura
Mozart va utilitzar la terminologia italiana, per exemple Overtura en lloc d' overture, Recitativo en lloc de secco recitatives (acompanyat exclusivament pel baix continu), recitativo accompagnato ed aria quan era un "recitatiu acompanyat seguit per una ària", i Coro per als moviments corals. Només una vegada el cor és dividit en un cor superior i un cor inferior; a quatre veus, per descomptat.
| Columna | Columna | Contingut |
| ------- | ------- | --- |
| 1       | #       | Número de moviment, segons l'edició crítica de Bärenreiter de 1989                                                   |
| 2       | Títol   | Nom del moviment en l'adaptació de Mozart                                                                            |
| 3       | V       | Parts vocals: soprano I/II (s1/s2), tenor (t) i baix (b) solistes; quartet de solistes (q); parts corals per a SATB. |
| 4       | T       | Tipus: Recitatiu (R), secco (s) o accompagnato (un); Aria (Un); Duet (D); Cor (C); Orquestral (O)                    |
| 5       | F       | Número de moviment segons Robert Franz (1884)                                                                        |
| 6       | Anglès  | Títol anglès del moviment                                                                                            |

| #                           | Títol                                   | V                           | T                           | F   | Anglès                                     |                          |
| --------------------------- | --------------------------------------- | --------------------------- | --------------------------- | --- | ------------------------------------------ | ------------------------ |
| I                           | — Parte prima —                         | (V)                         | (T)                         | I   | (↑ Go to top of table ↑)                   | (↑ Go to top of table ↑) |
| 01                          | Overtura                                | —                           | Or                          | O   | Sinfony                                    |                          |
| 02                          | Tröstet Zion!                           | t                           | Ra                          | 01  | Comfort ye                                 |                          |
| 02                          | Alle Tale macht hoch                    | t                           | A                           | 02  | Every valley                               |                          |
| 03                          | Denn die Herrlichkeit Gottes            | SATB                        | C                           | 03  | And the glory of the Lord                  |                          |
| 04                          | So spricht der Herr                     | b                           | Ra                          | 04  | Thus saith the Lord                        |                          |
| 04                          | Doch wer mag ertragen                   | b                           | A                           | 05  | But who may abide                          |                          |
| 05                          | Und er wird reinigen                    | qSATB                       | C                           | 06  | And He shall purify                        |                          |
| 05                          | Denn sieh! Eine Jungfrau wird schwanger | s2                          | Rs                          | 07  | Behold, a virgin shall conceive            |                          |
| 06                          | O du, die Wonne verkündet in Zion       | s2                          | A                           | 08  | O Thou that tellest good tidings to Zion   |                          |
| 06                          | O du, die Wonne verkündet in Zion       | SATB                        | C                           | 09  | O Thou that tellest good tidings to Zion   |                          |
| 07                          | Blick auf! Nacht bedeckt das Erdreich   | b                           | Ra                          | 10  | For behold, darkness shall cover the earth |                          |
| 07                          | Das Volk, das im Dunkeln wandelt        | b                           | A                           | 11  | The people that walked in darkness         |                          |
| 08                          | Uns ist zum Heil ein Kind geboren       | qSATB                       | C                           | 12  | For unto us a Child is born                |                          |
| 09                          | Pifa                                    | —                           | Or                          | 13  | Pifa                                       |                          |
| 09                          | Es waren Hirten beisammen auf dem Felde | s2                          | Rs                          | 14  | There were shepherds abiding in the field  |                          |
| 10                          | Und sieh, der Engel des Herrn           | s2                          | Ra                          | 14  | And lo! the angel of the Lord              |                          |
| 10                          | Und der Engel sprach zu ihnen           | s2                          | Rs                          | 14  | And the angel said unto them               |                          |
| 11                          | Und alsobald war da bei dem Engel       | s2                          | Ra                          | 14  | And suddenly there was with the angel      |                          |
| 12                          | Ehre sei Gott                           | SATB                        | C                           | 15  | Glory to God                               |                          |
| 13                          | Erwach' zu Liedern der Wonne            | t                           | A                           | 16  | Rejoice greatly, O daughter of Zion        |                          |
| 13                          | Dann tut das Auge des Blinden           | s1                          | Rs                          | 17  | Then shall the eyes of the blind           |                          |
| 14                          | Er weidet seine Herde                   | s1                          | A                           | 18  | He shall feed His flock                    |                          |
| 14                          | Kommt her zu ihm                        | s1                          | A                           | 18  | Come unto Him                              |                          |
| 15                          | Sein Joch ist sanft                     | qSATB                       | C                           | 19  | His yoke is easy                           |                          |
| II                          | — Parte seconda —                       | (V)                         | (T)                         | II  | (↑ Go to top of table ↑)                   | (↑ Go to top of table ↑) |
| 16                          | Kommt her und seht das Lamm             | SATB                        | C                           | 20  | Behold the Lamb of God                     |                          |
| 17                          | Er ward verschmähet                     | s2                          | A                           | 21  | He was despised                            |                          |
| 18                          | Wahrlich, wahrlich!                     | SATB                        | C                           | 22  | Surely He hath borne our griefs            |                          |
| 19                          | Durch seine Wunden sind wir geheilt     | SATB                        | C                           | 23  | And with His stripes we are healed         |                          |
| 20                          | Wie Schafe gehn                         | SATB                        | C                           | 24  | All we like sheep                          |                          |
| 21                          | Und alle, die ihn seh'n                 | s1                          | Ra                          | 25  | All they that see Him                      |                          |
| 22                          | Er trauete Gott                         | SATB                        | C                           | 26  | He trusted in God                          |                          |
| 23                          | Die Schmach bricht ihm sein Herz        | s2                          | Ra                          | 27  | Thy rebuke hath broken His heart           |                          |
| 23                          | Schau hin und sieh!                     | s2                          | A                           | 28  | Behold and see                             |                          |
| 24                          | Er ist dahin aus dem Lande              | s1                          | Ra                          | 29  | He was cut off                             |                          |
| 24                          | Doch Du ließest ihn im Grabe nicht      | s1                          | A                           | 30  | But Thou didst not leave his soul in hell  |                          |
| 25                          | Machet das Tor weit                     | SSATB                       | C                           | 31  | Lift up your heads                         |                          |
| 25                          | Zu welchem von den Engeln               | s1                          | Rs                          | 32  | Unto which of the angels                   |                          |
| (omitted in K. 572 version) | (omitted in K. 572 version)             | (omitted in K. 572 version) | (omitted in K. 572 version) | 33  | Let all the angels of God                  |                          |
| (omitted in K. 572 version) | (omitted in K. 572 version)             | (omitted in K. 572 version) | (omitted in K. 572 version) | 34  | Thou art gone up on high                   |                          |
| 26                          | Der Herr gab das Wort                   | SATB                        | C                           | 35  | The Lord gave the word                     |                          |
| 27                          | Wie lieblich ist der Boten Schritt      | s1                          | A                           | 36  | How beautiful are the feet of them         |                          |
| 28                          | Ihr Schall ging aus                     | SATB                        | C                           | 37  | Their sound is gone out                    |                          |
| 29                          | Warum entbrennen die Heiden             | b                           | A                           | 38  | Why do the nations so furiously rage       |                          |
| 30                          | Brecht entzwei die Ketten alle          | SATB                        | C                           | 39  | Let us break their bonds                   |                          |
| 30                          | Der da wohnet im Himmel                 | t                           | Rs                          | 40  | He that dwelleth in heaven                 |                          |
| 31                          | Du zerschlägst sie                      | t                           | A                           | 41  | Thou shalt break them                      |                          |
| 32                          | Halleluja                               | SATB                        | C                           | 42  | Hallelujah                                 |                          |
| III                         | — Parte terza —                         | (V)                         | (T)                         | III | (↑ Go to top of table ↑)                   | (↑ Go to top of table ↑) |
| 33                          | Ich weiß, daß mein Erlöser lebt         | s1                          | A                           | 43  | I know that my Redeemer liveth             |                          |
| 34                          | Wie durch einen der Tod                 | SATB                        | Cx4                         | 44  | Since by man came death                    |                          |
| 35                          | Merkt auf!                              | b                           | Ra                          | 45  | Behold, I tell you a mystery               |                          |
| 35                          | Sie erschallt, die Posaune              | b                           | A                           | 46  | The trumpet shall sound                    |                          |
| 35                          | Dann wird erfüllt                       | s2                          | Rs                          | 47  | Then shall be brought to pass              |                          |
| 36                          | O Tod, wo ist dein Pfeil                | s2/t                        | D                           | 48  | O death, where is thy sting                |                          |
| 37                          | Doch Dank sei Dir Gott                  | SATB                        | C                           | 49  | But thanks be to God                       |                          |
| 37                          | Wenn Gott ist für uns                   | s1                          | Ra                          | 50  | If God be for us                           |                          |
| 38                          | Würdig ist das Lamm                     | SATB                        | C                           | 51  | Worthy is the Lamb                         |                          |
| 38                          | Amen                                    | SATB                        | C                           | 52  | Amen                                       |                          |

## Recepció
L'arranjament de El Messies de Händel per part de Mozart fou publicat per primera vegada el 1803, en una edició de Johann Adam Hiller. Aquest fet contribuí de manera fonamental a que El Messies es convertís en l'oratori més conegut de Händel. El 1884, Robert Franz va publicar una versió mixta alemanya-anglesa basada en l'original de Händel i l'arranjament de Mozart, amb esmenes pròpies. Va intentar netejar la partitura de les addicions "no admissibles" de Hiller, en la qual va poder fer-ho en tenir accés al manuscrit de Hiller. No obstant, pocs estudiosos de la música de Mozart o de Handel han estat partidaris de la versió de Franz.

## Enregistraments
| Rec. | Director / Orquestra / Cor Soprano I / Soprano II / Tenor / Baix ; (llengua)                                   | Realització Notes                                         |
| ---- | --- | --------------------------------------------------------- |
| 1974 | Mackerras / ORF Symphony Orchestra / ORF Choir Mathis / Finnilä / Schreier / Adam ; (alemany) Tfd›(en alemany) | DG 427 173-2 (2 caixa de CD)                              |
| 1988 | Mackerras / RPO / Huddersfield Societat Coral Lott / Palmer / Langridge / Lloyd ; (en anglès)                  | RCA 77862RC (2 caixa de CD)                               |
| 1991 | Rilling / Bach-Collegium Stuttgart / Gächinger Kantorei Brown / Kallisch /                                     | Hänssler 98.975 (2 caixa de CD) Andreas Holschneider [de] |